# Mamikon Mnatsakanian
Mamikon Mnatsakanian es un físico y matemático armenio asociado al departamento de matemáticas del Instituto de Tecnología de California.
Como estudiante se especializó en el desarrollo de métodos geométricos para resolver problemas de cálculo con un enfoque visual que no hace uso de fórmulas, que más tarde se convirtió en su sistema de cálculo visual.
En 1959 descubrió una nueva demostración al teorema de Pitágoras.
Se doctoró en física en 1969 por la Universidad Estatal de Ereván, donde se convirtió en profesor de astrofísica.
En 2010 fue nominado por el Instituto de Tecnología de California para el Premio Internacional Ambartsumians, concedido anualmente por el Presidente de Armenia, por sus contribuciones en el campo de la astrofísica teórica.